# Konstrukcje klasyczne

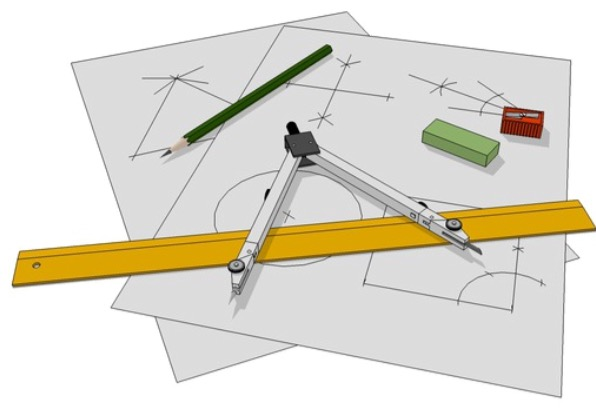
Cyrkiel i linijka – narzędzia do konstrukcji klasycznych

Konstrukcje klasyczne, konstrukcje platońskie, konstrukcje przy użyciu cyrkla i liniału – wspólna nazwa problemów polegających na wyznaczeniu odcinków lub kątów spełniających dane warunki jedynie przy pomocy cyrkla i linijki bez podziałki (liniału).

## Zasady konstrukcji

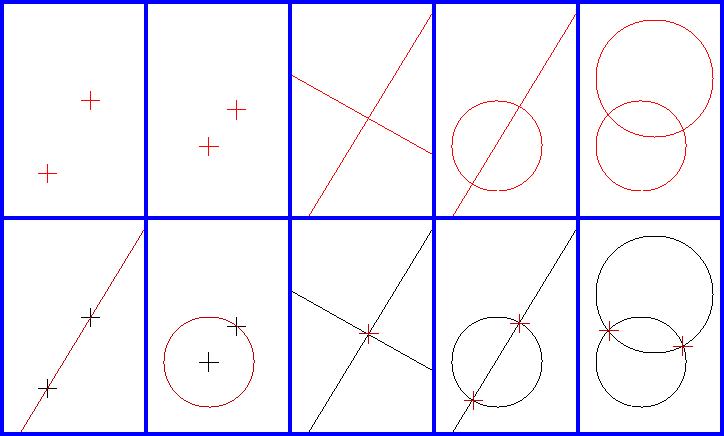
Możliwe operacje przy konstrukcjach klasycznych: u góry (na czerwono) argumenty operacji, na dole (na czerwono) wynik operacji.

Obydwa narzędzia są wyidealizowane – cyrkiel może być rozwarty na dowolną szerokość, a linijka jest jednostronna (tj. nie wolno korzystać z drugiej krawędzi) i ma potencjalnie nieskończoną długość. Jedyne dozwolone wykorzystanie cyrkla to kreślenie okręgów o środkach w punktach, które już są dane i promieniach równych odcinkom wyznaczonym przez dane lub już skonstruowane punkty; jedyne dozwolone wykorzystanie linijki to rysowanie (lub przedłużanie) odcinków wyznaczonych przez dane lub już skonstruowane punkty. Poza tym mając dane:
- dwie proste,
- prostą i okrąg,
- dwa okręgi,

można znaleźć ich punkty wspólne lub stwierdzić, że ich nie ma. Inne czynności są niedozwolone.

## Słynne problemy starożytności

Kwadratura koła

W starożytnej Grecji szczególnie słynne były trzy problemy konstrukcyjne:
- trysekcja kąta  – podział dowolnego kąta na trzy równe części;
- podwojenie sześcianu – wyznaczenie krawędzi sześcianu o objętości dwa razy większej niż sześcian dany;
- kwadratura koła – konstrukcja kwadratu o polu równym polu danego koła.

Nie mogą być rozwiązane przy pomocy cyrkla i linijki. Dowód tego podał w 1837 roku Pierre Laurent Wantzel; jest to wniosek z twierdzenia noszącego dziś jego nazwisko. Konstrukcje te mogą być jednak rozwiązane w przybliżeniu z dowolną założoną dokładnością. Próbowano też zrealizować inne niewykonywalne konstrukcje, np.:
- siedmiokąta foremnego;
- rektyfikacji okręgu – konstrukcji odcinka o długości równej obwodowi danego okręgu, powiązanej z kwadraturą koła.

## Szczególne odmiany konstrukcji klasycznych

### Konstrukcje samą linijką
Jeśli dana konstrukcja jest wykonalna za pomocą cyrkla i linijki, to jest ona wykonalna za pomocą samej linijki, o ile dany jest na płaszczyźnie pewien okrąg wraz ze środkiem (twierdzenie Ponceleta-Steinera).

### Konstrukcje samym cyrklem
Jeżeli dana konstrukcja geometryczna jest wykonalna za pomocą cyrkla i linijki, to jest wykonalna za pomocą samego cyrkla, pod warunkiem, że ograniczy się do wyznaczania punktów konstrukcji, a pominie rysowanie linii (twierdzenie Mohra-Mascheroniego).